# ساتيلافيو

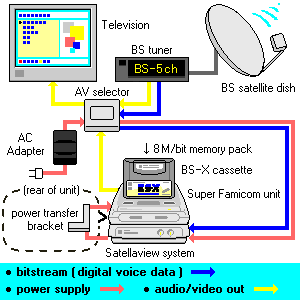
نظام ساتيلافيو تدعم بعض الوحدات مثل استقبال لاقط للقمر الصناعي.

ساتيلافيو (بالإنجليزية: Satellaview)‏ ، هي نظام التشغيل لألعاب الفيديو والتي أنتجها شركة نينتندو اليابانية عام 1995م، وصدرت إلى الأسواق اليابانية حصراً، وتدعم بعض التنكلوجيا مثل الذاكرة واستقبال الصحن لالتقاط القنوات المحلية، وأعلنت انتهاء خدمة ساتيلافيو بتاريخ 30 يونيو 2000م.

## وصلات خارجية
- Satellaview General Information, Software Downloads
- N-sider.com - NintendOnline - Page 2 article about Nintendo's online history